# Manuel Merino
Manuel Arturo Merino de Lama (sinh ngày 20 tháng 8 năm 1961)  là một chính trị gia người Peru, là Tổng thống của Peru từ ngày 10 tháng 11 năm 2020 đến ngày 15 tháng 11 năm 2020. Trước khi trở thành tổng thống, ông từng là Đại biểu Quốc hội (AP) đại diện cho khu vực bầu cử Tumbes nhiệm kỳ 2020–2021. Trước đó, ông từng phục vụ trong Quốc hội trong nhiệm kỳ 2001–2006 và nhiệm kỳ 2011–2016. Ông cũng là Chủ tịch Quốc hội từ ngày 16 tháng 3 đến ngày 10 tháng 11 năm 2020.
Vào ngày 9 tháng 11 năm 2020, Quốc hội Peru đã luận tội và cách chức Tổng thống Martín Vizcarra với lý do "không đủ năng lực đạo đức". Ngày hôm sau, với tư cách là Chủ tịch Quốc hội Peru, Merino trở thành tổng thống mới của Peru theo dòng kế vị được quy định trong hiến pháp của quốc gia, với sự phản đối của Merino khởi xướng các cuộc biểu tình năm 2020 của Peru. Ông đã từ chức tổng thống sau chỉ 5 ngày nhậm chức.

## Tiểu sử
Manuel Arturo Merino de Lama sinh ngày 20 tháng 8 năm 1961 tại thành phố phía bắc Tumbes. Anh là con trai của Pedro Merino Hidalgo và Elba de Lama Barreto. Năm 1985, ông kết hôn với Mary Jacqueline Peña Carruitero, một giáo viên mầm non. Cặp đôi có ba người con, Elba Jacqueline, Sandra Lisbeth và María Teresa.
Merino hoàn thành chương trình giáo dục tiểu học tại Trường Santa María de la Frontera vào năm 1973, và ông hoàn thành chương trình trung học tại Trung tâm Giáo dục "Inmaculada Concepción" vào năm 1978, cả hai đều ở thành phố Tumbes. Năm 1979, ông đăng ký Đại học Quốc gia Piura (sau này là Đại học Quốc gia Tumbes) để nghiên cứu nông học. Sau đó, ông bỏ học và không hoàn thành chương trình học đại học của mình. 